# Stadtmauer von Augusta Praetoria Salassorum

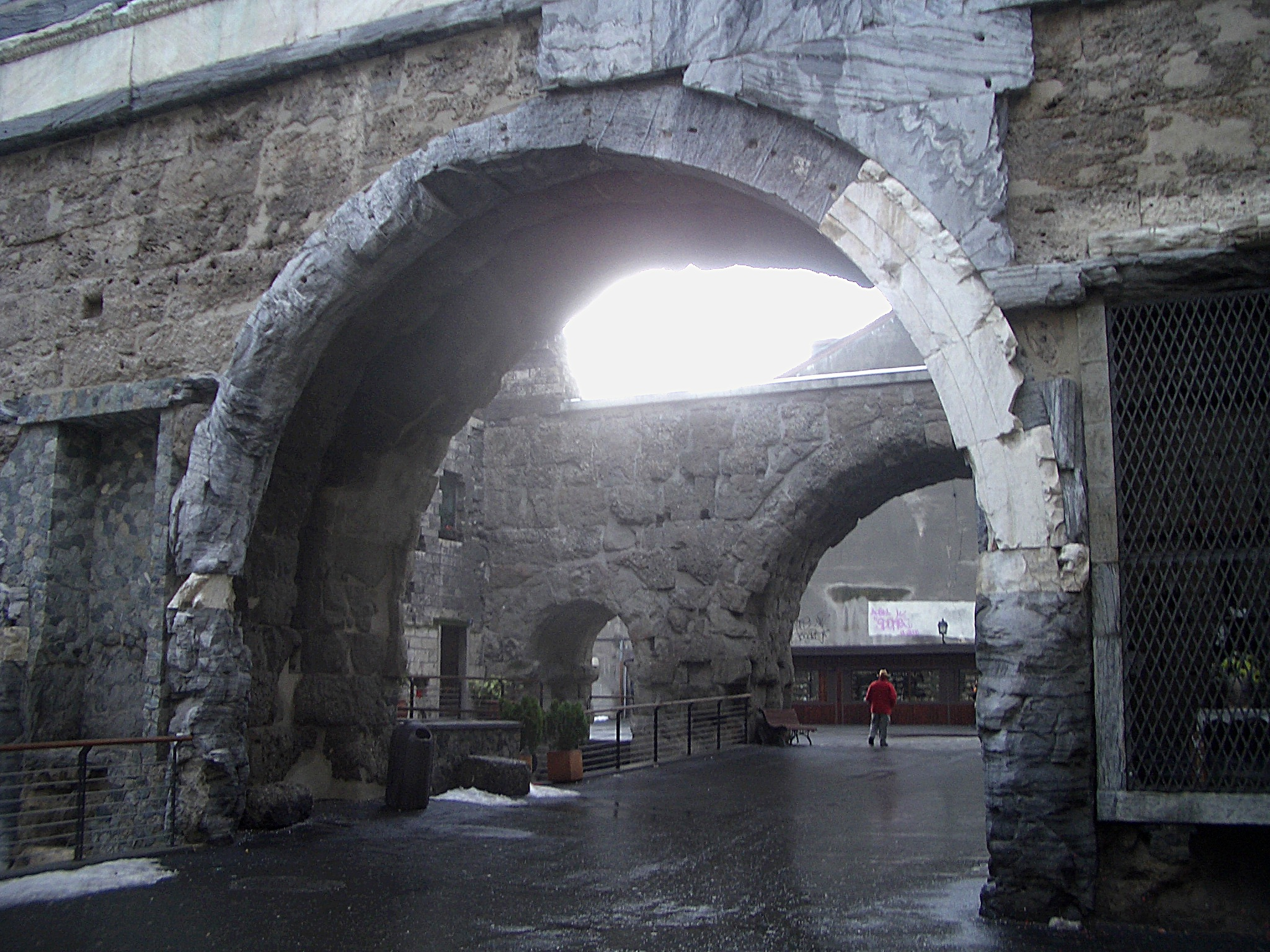
Porta Praetoria in Aosta

Die Stadtmauer von Augusta Praetoria Salassorum war die Stadtbefestigung der antiken Stadt Augusta Praetoria Salassorum. Die Stadtmauer mit mehreren Toren und Türmen diente über das Mittelalter hinaus dem Schutz der aus der römischen Siedlung hervorgegangenen savoyischen und später italienischen Stadt Aosta im Aostatal. Die römische Anlage ist über weite Strecken noch heute, wenn auch in beschädigtem Zustand, vorhanden. Sie bietet ein gutes Bild einer römischen Stadtbefestigung und wurde deshalb 2015 für die Kandidatur als UNESCO-Welterbe angemeldet.

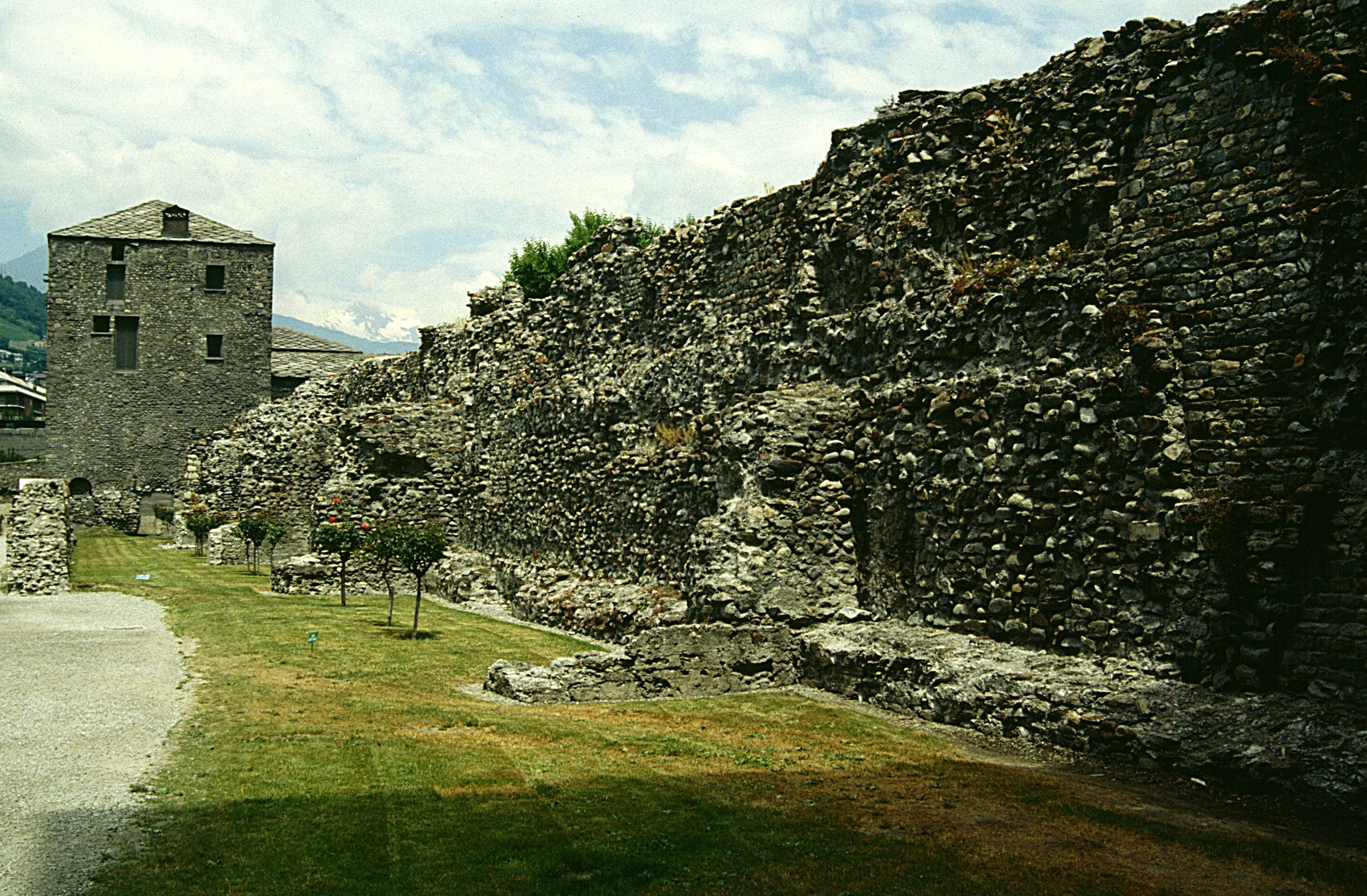
Partie der römischen Stadtmauer von Aosta

## Geschichte
Die römische Stadt entstand in der Zeit von Kaiser Augustus am Ende des 1. Jahrhunderts vor Christus an der Stelle eines älteren römischen Militärlagers. Der Ort liegt an der Kreuzung der Straßen von Italien zum Grossen Sankt Bernhard (römisch Mons Iovis oder auch Summus Poeninus) und zum Kleinen Sankt Bernhardpass (römisch Columna Iovis und Alpis Graia).

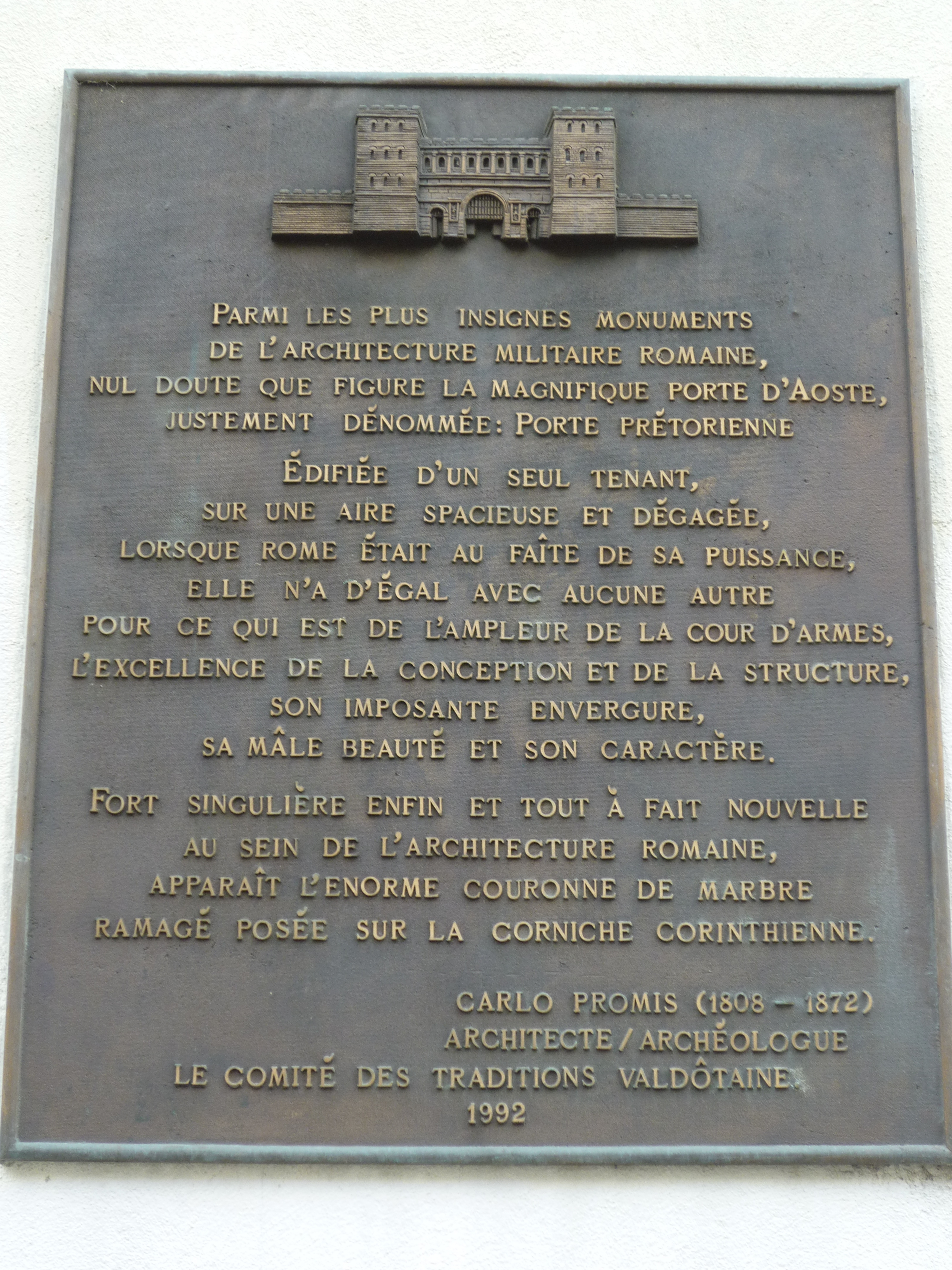
Tafel an der Porta Praetoria

Die antike Stadtmauer liegt auf der Achse der Talstraße und umschließt ein Rechteck mit 727,50 m Länge und 574 m Breite. Im Osten, also talabwärts ausgerichtet, lag das Stadttor Porta praetoria, im Westen, zum Kleinen St. Bernhard hin, die Porta decumana. Auf der Südseite lag die Porta principalis dextra als Zugang zum Ufer an der Dora Baltea und im Norden, an der Straße zum Großen Sankt Bernhard, das Tor Porta principalis sinistra.
Die ursprünglich 7 Meter hohe und 2 Meter dicke Mauer besteht im Kern aus mörtelverbundenen Steinen, vor allem Flusskieseln, die im Gebiet an der Dora Baltea und im flachen Schwemmkegel des Nebenflusses Buthier, auf welchem die Stadt liegt, reichlich vorhanden sind. Für die Frontseite und für die Stadttore wählte man große Steinquader, an der Front der Porta Praetoria sind noch Reste der Marmorfassade vorhanden.

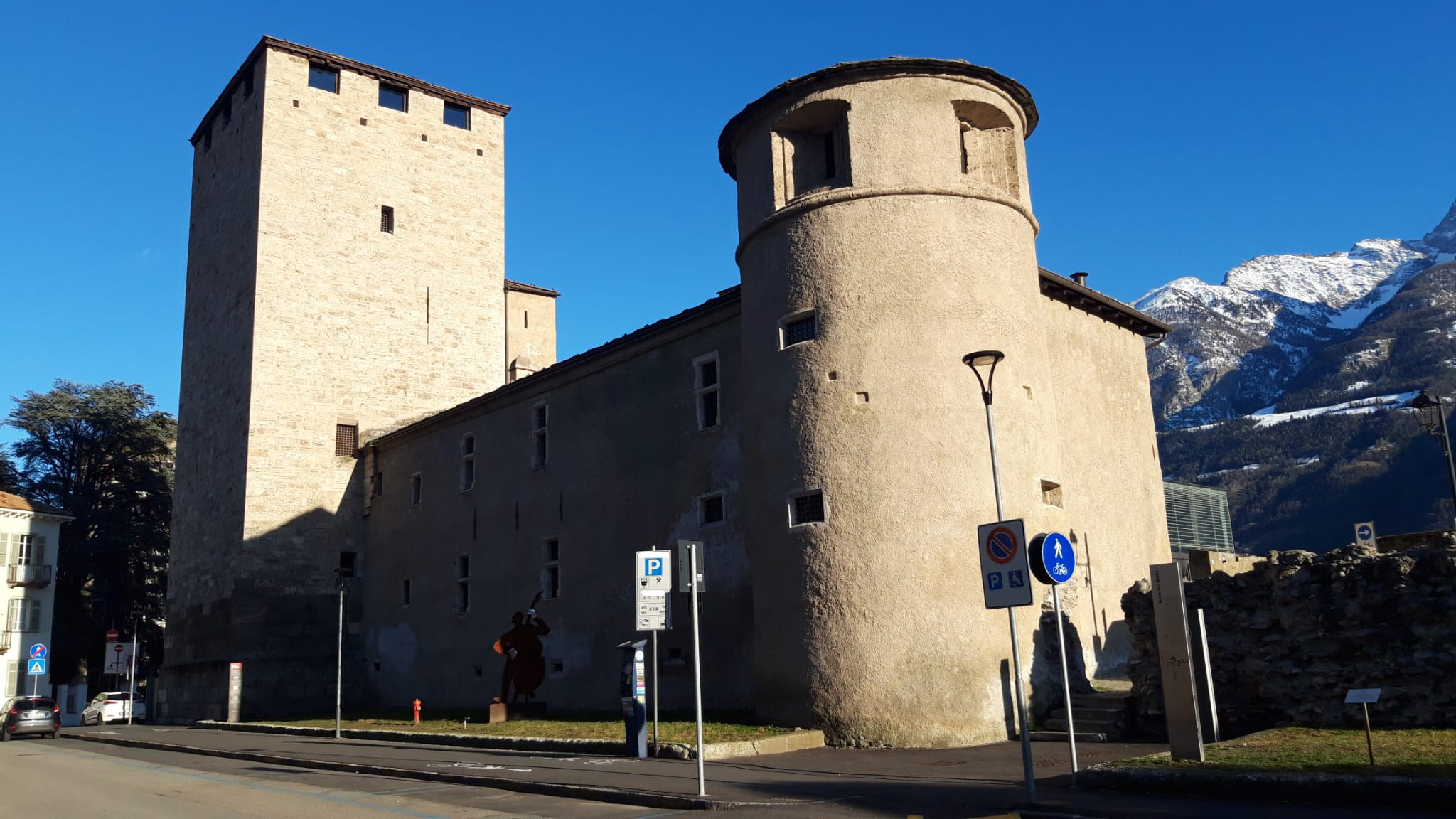
Der Turm der Vögte.

In regelmäßigen Abständen standen Mauertürme zur Sicherung der Stadt am Festungsring. Ursprünglich dürften es 20 Türme gewesen sein, von denen einige in nachantiker Zeit abgebrochen wurden. Noch heute sind die folgenden, mehrheitlich im Mittelalter zu Burgen umgebauten Türme vorhanden:
- Tour du Bailliage, in der Nordostecke der antiken Stadt
- Tour Fromage, Turm neben dem römischen Theater
- Tour du Pailleron, an der Südmauer, heute in der Nähe des Bahnhofs von Aosta
- Tour Bramafam, Teil der Burg Bramafam, neben dem ehemaligen Südtor
- Turm des Aussätzigen, auch de Friour genannt
- Tourneuve, Eckturm der Stadtmauer im Nordwesten
- Torturm der Porta Praetoria, später Turm der Herren des Sanktursentors oder auch Tour de l’Insinuation
- Turm der Herren von Quart

Ein Seitenturm der Porta principalis sinistra wurde im Mittelalter zu einer Adelsburg umgebaut und im 17. Jahrhundert in den Komplex des Visitationskloster integriert. Darin befand sich später die Challandkaserne und heute das Archäologische Museum von Aosta, in dessen Untergeschoss Mauerreste des Stadttors zu sehen sind.
Drei Stadttore wurden im 19. Jahrhundert abgebrochen, nur von der Porta Praetoria im Osten der Altstadt sind große Teile noch vorhanden. Etwa 500 Meter östlich dieses römischen Stadttors steht der Ehrenbogen des Augustus aus dem Jahr 25 vor Christus.